# Gabriel (archanděl)
Gabriel (hebrejsky גַּבְרִיאֵל‎, Gavri'el – „Bůh je mocný“, „Boží síla“) je jméno archanděla v judaismu, křesťanství a islámu.

## Gabriel v judaismu

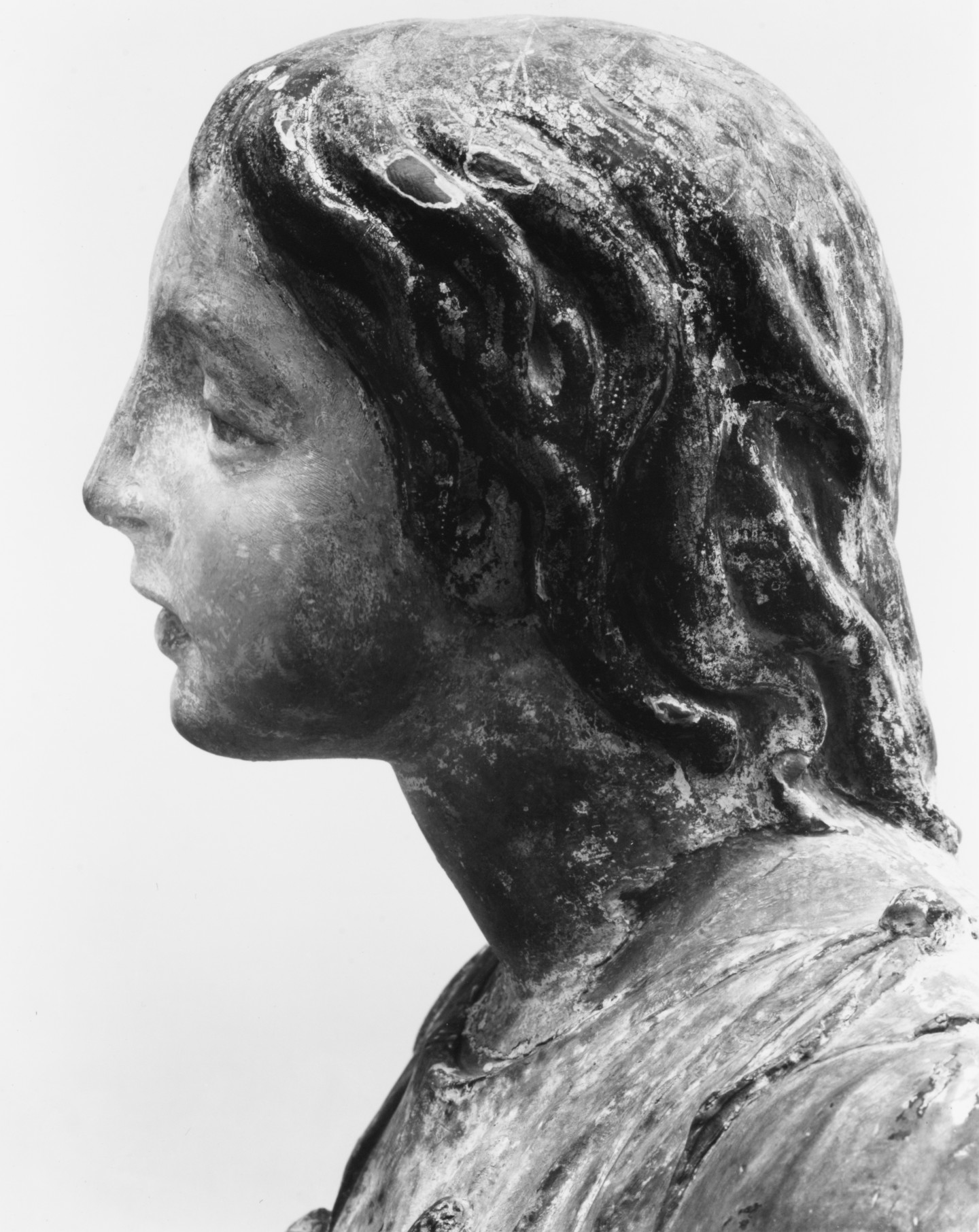
Archanděl Gabriel; autor skulptury:
Matteo Civitali, Itálie, Lucca

Judaismus chápe Gabriela, podobně jako Michaela, jako přímluvce a strážného anděla izraelského národa, zároveň však jako anděla smrti. Poprvé se tato postava objevuje v starozákonní knize Daniel, kdy vysvětluje vidění o beranu a kozlu, a zvěstuje trvání a konec babylonského zajetí.
Gabriel je jmenován, společně s Michaelem, Urielem, Rafaelem, Raguelem, Remielem a Sarakaelem v apokryfní 1. knize Henochově, jako jeden z archandělů. Rabínský judaismus přisuzuje Gabrielovi jako atributy oheň, zlato, stříbro a měsíc. Podle židovského podání měl být právě Gabriel společně s Michaelem poslán, aby zničili Sodomu.

## Gabriel v křesťanství

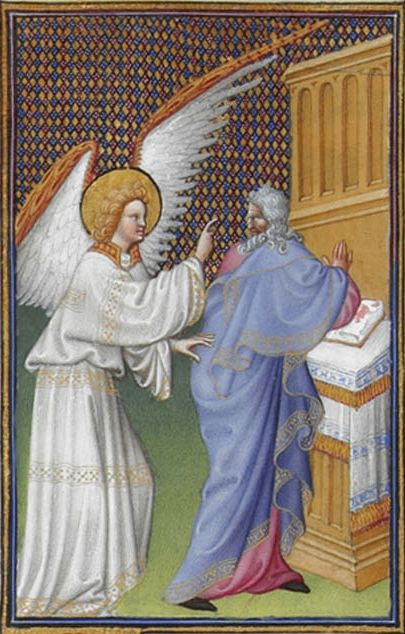
Archanděl Gabriel se zjevuje Zachariášovi, Francie, 15. století

Křesťanství přejímá do značné míry židovský pohled na archanděla Gabriela, zvláště pod vlivem knihy Daniel a 1. knihy Henochovy. Gabriel však sehrává zásadní úlohu při zvěstování Panně Marii a vtělení Božího Syna, Ježíše Krista. Právě on je zvěstovatelem božího poselství Marii a otci Jana Křtitele Zachariášovi (a proto je nazýván Zvěstovatel).
Jako atributy přisuzuje navíc křesťanská ikonografie Gabrielovi lilii. Evangelíci Gabriela za archanděla neuznávají; jediným archandělem je pro ně Michael.
V Římskokatolické církvi se jeho památka slaví 29. září (v rámci svátku Archandělů Michaela, Gabriela a Rafaela), resp. (podle starších kalendářů užívaných při tradiční liturgii) 24. března.

### Gabriel v Bibli
V Bibli (protokanonických knihách) se jméno Gabriel vyskytuje 4krát, a to nikdy ve spojitosti se slovem archanděl. Evangelista Lukáš uvádí v 1. kapitole verši 26. slovní spojení „anděl Gabriel“.
- Daniel 8,16
- Daniel 9,21
- Lukáš 1,19
- Lukáš 1,26

Spojení archanděl Gabriel se vyskytuje pouze v apokryfní literatuře a pseudoepigrafech (či knihách deuterokanonických dle pojetí Katolické církve).

## Gabriel v islámu
Gabriel (arabsky جبريل‎ – Džibril) je v islámu nazýván též jako duch svatosti (روح القدس‎ též duch svatý). Gabriel je považován v islámu za téhož anděla zmíněného v Bibli. Džibril je poslem (andělem) zjevení, který uděluje inspiraci proroku Mohamedovi při sepsání Koránu.